# Skaliszkiejmy
Skaliszkiejmy (niem. do 1938 Skallischkehmen, 1938–1945 Großsteinau) – wieś sołecka w Polsce położona w województwie warmińsko-mazurskim, w powiecie gołdapskim, w gminie Banie Mazurskie.
W latach 1975–1998 miejscowość należała administracyjnie do województwa suwalskiego.